# Margherita di Savoia (Italia)
Margherita di Savoia (I saléine in dialetto locale, fino al 1879 chiamata Saline di Barletta) è un comune italiano di 11 033 abitanti della provincia di Barletta-Andria-Trani in Puglia. È situata presso la foce dell'Ofanto.
È nota per le omonime saline, le più grandi d'Europa e le seconde nel mondo, riconosciute come riserva naturale statale (D.M. 10.10.1977) e quindi zona umida di valore internazionale (D.M. 30.05.1979) ai sensi della Convenzione di Ramsar (Iran 1971).
Tra le attrattive turistiche della cittadina vi sono un moderno stabilimento termale che utilizza i fanghi e le acque madri contenute nei bacini delle saline, un lungo ed ampio litorale di sabbia ferrosa che ospita circa 90 stabilimenti balneari e il museo storico delle Saline, sito in un vecchio magazzino del sale adiacente alla cinquecentesca Torre delle Saline.

## Geografia fisica
Il centro abitato sorge in riva al mare Adriatico, in una zona pianeggiante, un tempo paludosa. Qui si estendevano il lago costiero Salso e quello Salpi: grazie alla natura del terreno, argilloso e caratterizzato da un elevato grado di impermeabilità, il gioco delle maree permetteva l'allagamento periodico di piccole depressioni non lontane dalla costa dalle quali, per evaporazione e dell'acqua marina e precipitazione dei sali disciolti, era possibile prelevare il sale, che veniva largamente impiegato per la conservazione degli alimenti.
Il paesaggio è stato radicalmente trasformato dalla bonifica e dalla messa in coltura dei laghi. La città, stretta fra il litorale e le saline, presenta una caratteristica struttura fusiforme, sviluppandosi per circa 3 km lungo tre corsi principali (via Giuseppe Garibaldi, corso Vittorio Emanuele e corso Africa Orientale), cui si aggiunge il lungomare Cristoforo Colombo. L'espansione demografica e la crescita dall'abitato hanno comportato, a partire dagli anni 1970, la nascita di nuovi quartieri che hanno attenuato la struttura istmica del paese.

## Storia

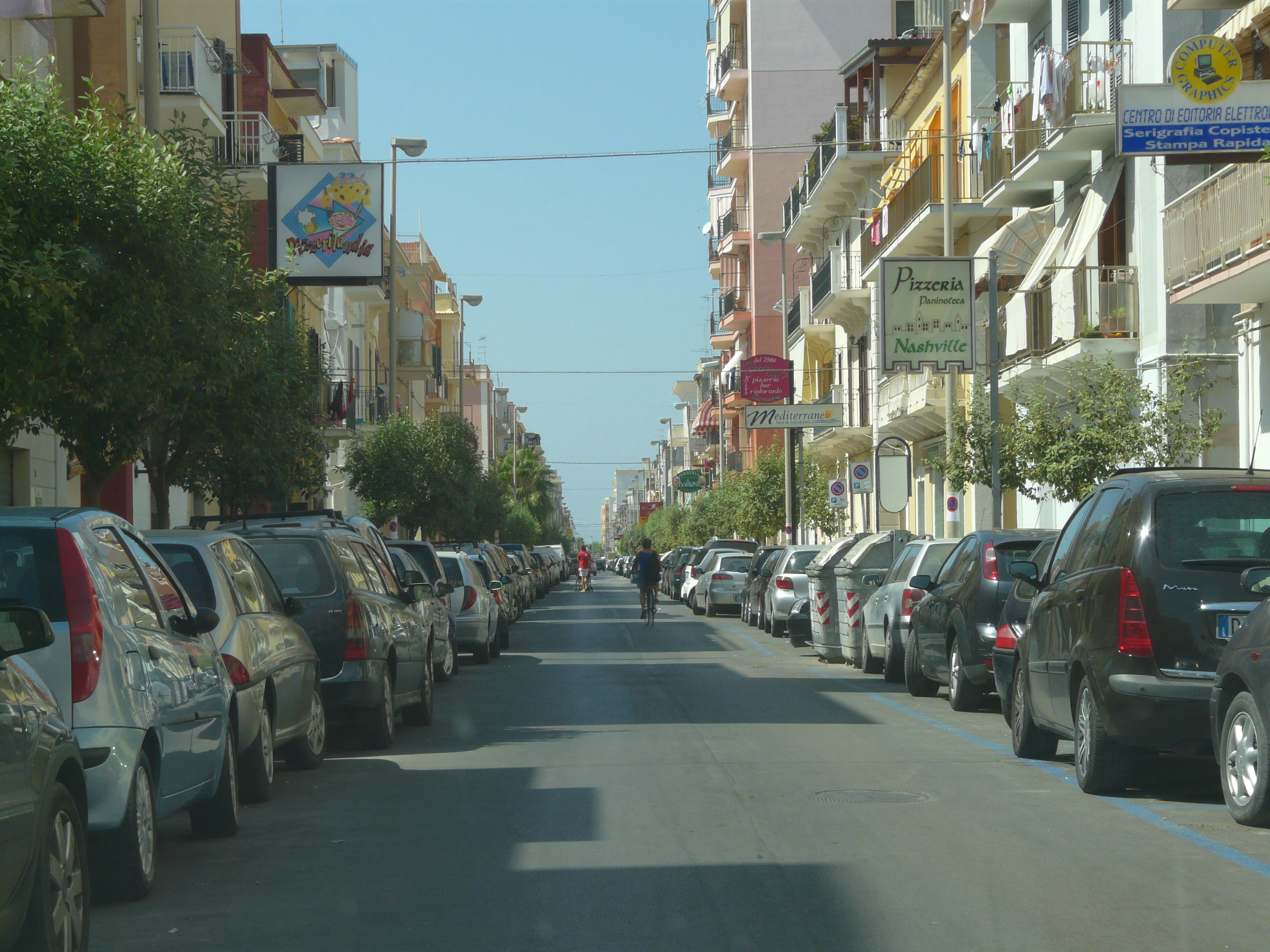
Via Giuseppe Garibaldi

La presenza di saline naturali rese nota la località sin dai tempi più antichi. Già le popolazioni indigene, che vivevano nei pressi del lago Salpi, raccoglievano il sale da conche per barattarlo con altri prodotti utili alla loro sussistenza. Un salto di qualità fu compiuto con l'arrivo degli Illiri che avevano abbandonato sulla sponda dalmata altre saline, di cui parlano sia Aristotele sia Strabone, a seguito di sanguinose guerre: da questi ultimi, infatti, le popolazioni autoctone appresero anche la coltivazione del sale. Un'origine così antica delle saline presuppone anche quella di centri urbani connessi ad esse. La Tavola Peutingeriana del III secolo d.C. e altri itinerari romani, come l'Itinerarium Antonini, attestano l'esistenza di una città nota come Salinis che presumibilmente era legata alla città di Salapia, posta poco più a nord. Salapia era una frazione di Canusium, l'attuale Canosa di Puglia.
L'oppidum salinis sopravvisse alle guerre devastatrici che si svolsero intorno al suo territorio che confinava a nord con quello di Siponto e Salapia e a sud con quello di Canosa e Canne, dove si svolse la celeberrima battaglia vinta da Annibale contro i romani il 2 agosto del 216 a.C. La città sorgeva fra due importanti empori, da cui veniva imbarcato il sale, quello Argiripensium Navale della città di Arpi e l'Emporium Canusinorum, indicato nell'Itineraria come Bardulos (l'odierna Barletta), all'epoca scalo portuale e stazione balneare di Canosa e piccolo vicus. Intorno al 150 d.C. l'imperatore Traiano fece edificare un ponte sull'Ofanto che univa Salinis a Bardulos, crollato parzialmente intorno al 1850.

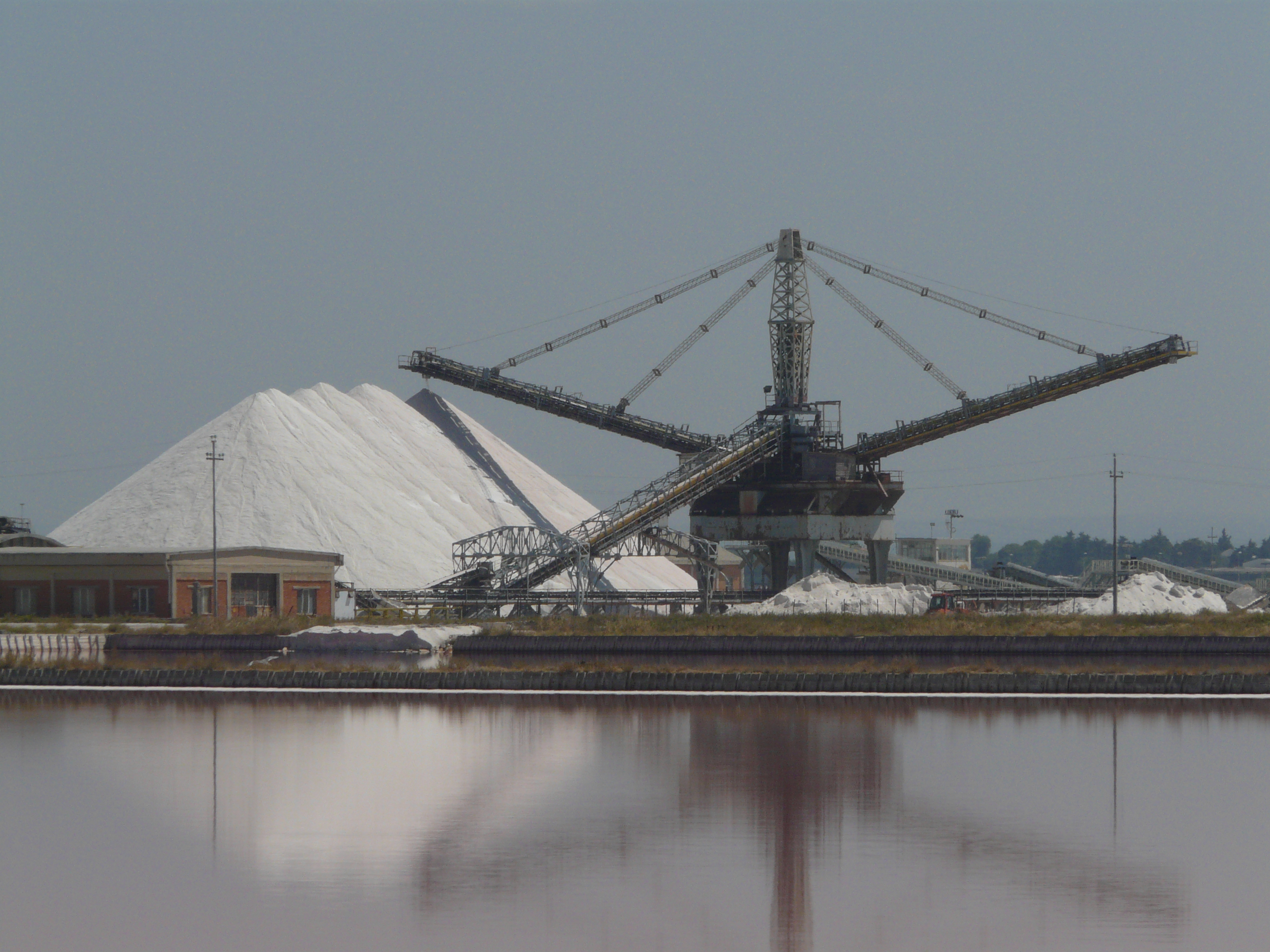
Le saline

Con il diffondersi del cristianesimo, la località assunse la denominazione di Sancta Maria de Salinis e così viene citata in un diploma di donazione di Goffredo il Normanno, conte di Canne, nel 1105. Il casale di Sancta Maria de Salinis, ancora di incerta ubicazione, (sorgeva forse poco più a nord dell'odierno abitato nei pressi della frazione Orno e oggi sarebbe sommerso) faceva parte del territorio e della diocesi di Canne insieme anche al casale di San Cassiano (l'odierna San Ferdinando) e San Nicolao de Petra, l'odierna frazione di Torre Pietra, che forse diede i natali, secondo la Vita pubblicata dall'Ughelli, a Ruggero, vescovo di Barletta. Dalle fonti si apprende che il casale disponeva di una chiesa, cui era anche annessa una masseria e sotto Federico II fu dotato di una torre di avvistamento. Sempre dall'atto di donazione apprendiamo che il territorio di tale casale aveva come confini a nord la contrada di San Nicolao di Petra e a sud l'Ofanto. Le saline all'epoca venivano chiamate Salinae Cannarum, in quanto il vescovo di Canne ne aveva il possesso e ne riscuoteva il censo. Il casale fu poi ancora una volta ceduto ai templari di Barletta dal vescovo Joannes, che successe a San Ruggiero nell'episcopato di Canne. Con l'estinzione della diocesi di Canne la chiesa di Santa Maria de Salinis fu aggregata a quella di Trani, cui ancora adesso appartiene, come risulta dalla bolla di papa Celestino III, datata 1192. Il dominio dei templari sulla salina terminò con l'emanazione delle Costituzione Melfitane da parte di Federico II, il quale istituì il monopolio del sale. Sotto la casata degli Svevi la località conobbe un periodo di grande fioritura. La città conobbe gli effetti devastanti del terremoto-maremoto del 1223 che colpì anche la vicina Siponto, ma venne prontamente ricostruita da Carlo II d'Angiò nel 1275. Il casale, tuttavia, andò in rovina a causa del progressivo impaludamento del Lago Salpi, che dovette provocare epidemie di malaria, ma un ruolo non indifferente fu giocato anche dal fenomeno erosivo della costa, tuttora in atto.

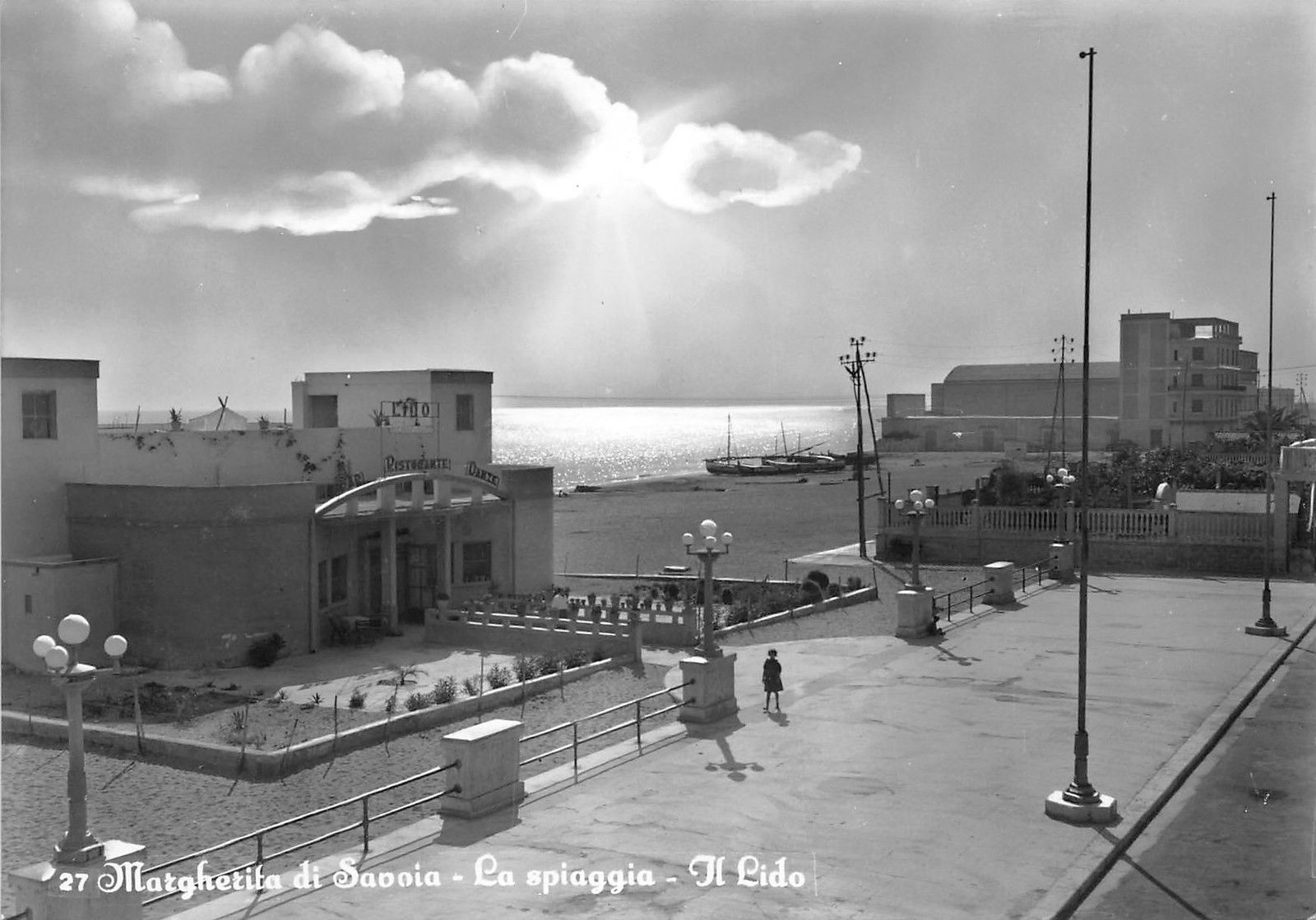
Scorcio del lungomare e la spiaggia negli anni 50

Nello stesso periodo decadeva anche Siponto, di cui Manfredi ordinò la rifondazione più a nord e anche Salpi si avviava verso un processo di inarrestabile decadenza, che sarebbe culminato nel 500 con la scomparsa di questa antica e illustre città. Intanto nel 1294 il territorio di Canne e, quindi, anche le sue saline venivano annesse a quello di Barletta da Carlo II d'Angiò. Fu proprio a Barletta che tra la fine del XIII e l'inizio del XIV secolo si stanziarono molti salinari a causa del peggioramento delle condizioni climatiche, senza per altro recidere i legami con le dune dei padri dove continuavano a recarsi per il lavoro del sale. Essi si stabilirono nella parte occidentale della città, nel borgo San Giacomo, fondato dai cannesi dopo la distruzione della loro città da parte di Roberto Guiscardo, nei pressi della chiesa di Sant'Agostino, in cui all'epoca si venerava il Santissimo Salvatore, divenuto poi al ritorno il loro santo patrono. Essi costituirono una colonia menzionata negli statuti dell'università di Barletta del 1466, in quelli del 1473 e in numerosi documenti degli archivi comunali, ecclesiastici e notarili. Intanto, sul litorale delle Saline, verso il 1540, furono costruite dal viceré Don Pedro de Toledo per ordine di Carlo V delle torri per la difesa costiera: Torre Rivoli, Torre Pietra o Petra, Torre Orno, Torre della Saline, Torre Ofanto, oggi scomparsa.
Sul finire del XVI e l'inizio del XVII secolo cominciò o meglio si intensificò (il sito non fu mai del tutto abbandonato) un movimento di ritorno da parte dei salinari alle Saline, sebbene la fiorente e fruttuosa industria salinara mai cessò di esistere: intorno alla Torre delle Saline, alla cappella (una prima cappella salinarum è già attestata nel 1595 e di essa si conserva la preziosa campana), riconosciuta da una bolla papale nel 1606 e a pochi altri edifici in muratura (per lo più si trattava delle case degli officiali regi) venne a costituirsi un piccolo villaggio popolato dai caratteristici pagliai, umili abitazioni in paglia, scomparse poi definitivamente dal centro del paese nel 1875 per fare posto alle abitazioni in muratura e dal rione di Punta Pugliaia agli inizi del Novecento. Molte pagliaia furono distrutte in un terribile incendio nel 1858. Le prime abitazioni sorsero nella parte settentrionale del paese, nel rione ancora oggi denominato Punta pagliaio (Pizze pagghjàre in vernacolo) che in origine si estendeva verso nord proprio a partire da Torre delle Saline. Questo piccolo nucleo abitativo, alla base dell'odierna Margherita di Savoia, cominciò ad essere chiamato Salinelle o Saline di Barletta. La colonia prendeva il nome dalla città che aveva ospitato la colonia di salinari e che non pochi benefici trasse proprio dal controllo delle saline, affidata alla gestione di spesso scaltri arrendatori.
Nel Settecento la Salina fu ricomperata dai Re Borbone, che la ritennero "la più preziosa gemma della loro corona" e tornò, pertanto, ad una gestione pubblica: Carlo di Borbone, Re di Napoli e di Sicilia, nel 1754 incaricò Luigi Vanvitelli di occuparsi dell'ammodernamento e dell'ampliamento delle Saline, avvenuto anche con la creazione di nuove zone salanti, come quella Regina, dedicata a Carolina d'Austria (oggi dismessa e sede di un quartiere cittadino) e l'apertura di una foce verso Torre Pietra. Sempre in questo secolo nelle Saline trovò rifugio lo storico e giureconsulto Pietro Giannone, imbarcatosi su un piroscafo carico di sale per fare scalo a Venezia. Ricercato dalla Curia romana, fu incarcerato dai Savoia. A lui oggi è dedicato lo spiazzo di Largo Giannone in centro a poca distanza dalla chiesa madre del Santissimo Salvatore. Nel 1812 fu costruita la prima direzione delle saline, poi demolita negli anni Sessanta per fare posto a quella attuale.
Nel 1813, su decreto del Re di Napoli Gioacchino Murat, recatosi in visita alle saline, le Saline di Barletta videro riconosciuta un'amministrazione municipale separata rispetto al Casale della Trinità (l'odierna Trinitapoli). Il decreto, inoltre, stabiliva che da quel momento il direttore delle Saline sarebbe stato sempre il Sindaco nato di quel comune: il primo fu Vincenzo Pecorari. Il 20 febbraio del 1847 le Saline furono visitate dal Re Ferdinando II di Borbone che ebbe modo di rendersi conto delle gravi necessità della popolazione salinara che conosceva un incremento demografico in un territorio sempre più insufficiente per la loro sopravvivenza. A seguito di ciò, il sovrano decise di fondare nella località di San Cassano, sede di un'antica posta, il comune di San Ferdinando di Puglia, già autonomo nel 1847, dove furono trasferite circa 232 famiglie salinare. Dopo l'unità, la popolazione salinara, elesse una propria amministrazione autonoma, liberandosi della figura del direttore sindaco. Il toponimo del paese venne poi modificato nel 1879 in onore della regina consorte d'Italia, moglie di Umberto I. Con il nuovo governo nazionale il demanio entrò in possesso anche della chiesa del Santissimo Salvatore, che era stata edificata, a spese del governo borbonico e per disposizione di Ferdinando II, tra il 1858 e il 1871, su una precedente chiesetta del 1794, che dava evidenti segni di instabilità. Sebbene colpito da un'epidemia di colera nel 1902 prima e poi soprattutto nel 1910, il paese conobbe un significativo incremento demografico, culminato nel 1951, anno in cui la popolazione salinara superò i 13 000 abitanti.
Solo negli anni Venti si chiuse il contenzioso giudiziario nei confronti di Barletta, Trinitapoli e Manfredonia in favore del comune che vide riconosciuto il territorio attuale, anche grazie all'interessamento di Vincenzo de Luca, autore di un prezioso libello "il Comune di Margherita di Savoia, già Reali saline di Barletta" edito nel 1926 in cui difendeva le aspirazioni territoriali dei salinari, ricostruiva la storia delle saline e dei centri abitati ad essi connessi (a ragione si può considerare il primo storico locale) e consigliava anche di investire sul termalismo. Solo nel 1927 il paese otteneva il suo stemma. Nel corso del XX secolo accanto alla progressiva industrializzazione delle saline, si è assistito allo sfruttamento delle sorgenti termali a fini terapeutici e turistici. Le prime terme in muratura videro la luce nel dopoguerra, mentre l'attuale edificio termale fu inaugurato nel 1988. Nel 2004 il Comune aderisce alla sesta provincia pugliese.

### Simboli
Lo stemma è stato concesso con regio decreto del 22 settembre 1927.
Il motto è tratto dal De viris illustribus di Cornelio Nepote. 
Il gonfalone, concesso con RD del 20 novembre 1933, è un drappo di azzurro.

## Monumenti e luoghi d'interesse

### Architetture religiose
- Chiesa Madre del Santissimo Salvatore
- Chiesa di Maria Santissima Addolorata
- Chiesa della Beata Maria Vergine Ausiliatrice
- Chiesa di San Pio da Pietrelcina
- Chiesa di San Giuseppe
- Chiesa di San Michele Arcangelo, in contrada Torre Pietra
- Pronao dell'antico cimitero (1884)

### Architetture civili e/o militari
- Torre Pietra
- Torre delle Saline (detto Torrione): alto oltre 12 metri, fu costruito a scopo di avvistamento da Evangelista Menga da Copertino, nel 1538.
- Antico Palazzo di Città
- Molo di Vitruvio I sec. a.C. ed edificio romanico siti in contrada Torre Pietra[7]

## Società

### Evoluzione demografica
Abitanti censiti

### Etnie e minoranze straniere
Al 31 dicembre 2023 la popolazione straniera era di 222 persone, pari al 2,37% della popolazione.

## Cultura

### Musei
- Museo storico della salina: vi sono esposti oltre mille reperti di archeologia industriale, fra i quali le attrezzature per la raccolta, la lavorazione, la pesatura e il trasporto del sale. Si trovano inoltre strumenti meteorologici (pluviografi, anemografi, evaporigrafi, densimetri per la misurazione dei gradi Baumé) e alcune tavole illustrative che mostrano le tecniche di produzione del passato e del presente. La collezione è completata da una mostra sulle proprietà e gli impieghi del sale.
- Pinacoteca "Francesco Galante Civera".

### Eventi

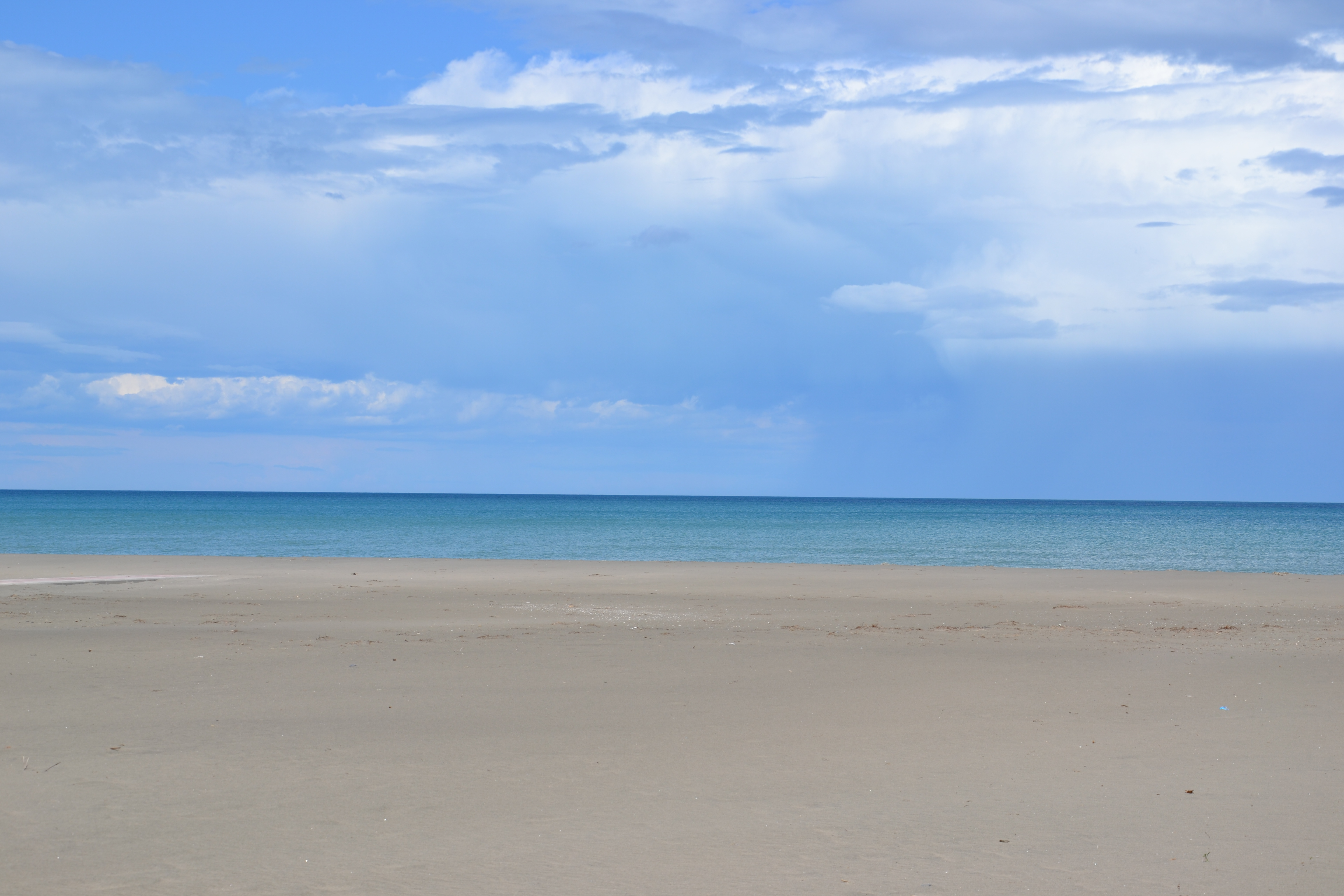
La spiaggia

- Festa patronale del Santissimo Salvatore
- Festa della Madonna Addolorata
- Madonna dello Sterpeto
- Madonna del Carmine
- Festa dell'Immacolata Concezione (Sancta Mariae de Salinis), protettrice delle saline.
- Festa di San Michele in Torre Pietra
- La Sagra del Sale
- Margherita d'Oro
- Fiera Nazionale dell'Artigianato e dei Prodotti Tipici (dal 2012, nel mese di agosto, sul Lungomare pedonale C. Colombo)
- Salt Art festival
- Corteo storico
- Street's Angel (Trofeo di Basket)
- Margherita Short Movies Fest (Festival Internazionale del Cortometraggio)

## Economia
L'economia del comune è indissolubilmente legata al processo di estrazione del sale. Le saline infatti occupano oggi una superficie di circa 4000 ettari, dei quali 3500 di vasche evaporanti. Le prime hanno superfici e forme variabili in dipendenza dell'andamento altimetrico del terreno. Le seconde, pur conservando la variabilità nelle superfici sono invece perfettamente regolari nelle forme per esigenza di raccolta. Il movimento delle acque a ciclo continuo viene realizzato sfruttando il dislivello naturale del terreno; ovvero, ciò non è possibile, sei stazioni idrovore dislocate nelle varie zone della salina.
La quantità di acqua di mare, utilizzata per la produzione del sale, varia a seconda dell'andamento stagionale; essa si aggira in media intorno ai 30 milioni di metri cubi annui. La produzione media annua di sale è di circa 6 milioni di quintali, più elevata nei mesi estivi, più caldi e con un'insolazione maggiore.
Altro fattore economico importante è rappresentato dallo stabilimento termale presente al centro della città che offre cure solfo bromo iodiche e frequentato da numerosi turisti che approfittano del periodo vacanziero per effettuare un ciclo di cure, la maggior parte provengono dalla zona di capitanata.
Uno dei suoi prodotti tipici è la cipolla bianca di Margherita Igp. L'eccellenza viene prodotta non nel terreno, come di consueto accade, ma nelle sabbie del Mar Adriatico, a sud del Gargano, in una zona di elevato interesse ambientale, tutelata da una convenzione internazionale (Ramsar 1979), nei territori compresi tra Margherita di Savoia, Zapponeta e Manfredonia. Al consorzio per la sua tutela e valorizzazione, riconosciuto nel 2016, partecipano venti aziende di piccoli produttori, due cooperative di produzione, quattro aziende di confezionamento.

## Amministrazione
Di seguito è presentata una tabella relativa alle amministrazioni che si sono succedute in questo comune.
| Periodo           | Periodo          | Primo cittadino         | Partito                          | Carica              | Note   |
| ----------------- | ---------------- | ----------------------- | -------------------------------- | ------------------- | ------ |
| 14 settembre 1987 | 18 luglio 1990   | Bernardo Lodispoto      | Partito Socialista Italiano      | Sindaco             | [ 10 ] |
| 18 luglio 1990    | 15 febbraio 1991 | Salvatore Bufo          | Democrazia Cristiana             | Sindaco             | [ 10 ] |
| 4 marzo 1991      | 7 giugno 1993    | Pietro Di Benedetto     | Partito Socialista Italiano      | Sindaco             | [ 10 ] |
| 18 giugno 1993    | 28 aprile 1997   | Giuseppe Piazzolla      | lista civica "Torrione"          | Sindaco             | [ 10 ] |
| 28 aprile 1997    | 11 agosto 1999   | Nunziante Giacomantonio | Forza Italia-CCD                 | Sindaco             | [ 10 ] |
| 8 settembre 1999  | 17 aprile 2000   | Pasquale Santamaria     |                                  | Comm. straordinario | [ 10 ] |
| 17 aprile 2000    | 5 aprile 2005    | Salvatore Camporeale    | centro-sinistra                  | Sindaco             | [ 10 ] |
| 5 aprile 2005     | 10 dicembre 2007 | Salvatore Camporeale    | lista civica "Insieme"           | Sindaco             | [ 10 ] |
| 10 dicembre 2007  | 15 aprile 2008   | Sergio Mazzia           |                                  | Comm. pref.         | [ 10 ] |
| 15 aprile 2008    | 6 luglio 2009    | Raffaele Bufo           | lista civica                     | Sindaco             | [ 10 ] |
| 6 luglio 2009     | 29 marzo 2010    | Rachele Grandolfo       |                                  | Comm. straordinario | [ 10 ] |
| 29 marzo 2010     | 1 ottobre 2012   | Gabriella Carlucci      | Il Popolo della Libertà          | Sindaco             | [ 10 ] |
| 1 ottobre 2012    | 10 dicembre 2012 | Ester Fedullo           |                                  | Comm. pref.         | [ 10 ] |
| 10 dicembre 2012  | 28 maggio 2013   | Marcella Nicoletti      |                                  | Comm. straordinario | [ 10 ] |
| 28 maggio 2013    | 10 giugno 2018   | Paolo Marrano           | lista civica: per il bene comune | Sindaco             | [ 10 ] |
| 10 giugno 2018    | in carica        | Bernardo Lodispoto      | lista civica                     | Sindaco             |        |

### Gemellaggi
- Miami, dal 2011[11]

## Sport
La massima rappresentante sportiva della città è stata la Futsal Salinis, la cui formazione femminile nella stagione 2013–2014 disputa per la prima volta il campionato nazionale di Serie A, per poi conquistare il suo primo scudetto nella stagione 2018–2019, battendo in finale il Montesilvano.
Anche la formazione maschile ha ottenuto buoni risultati, arrivando a disputare il campionato di Serie A2. Attualmente nel settore calcistico giocano due squadre in città: l'ASD Nuova Salinis e il Margherita Calcio, entrambe giunte alla finale dei play off del campionato UISP 2022/2023. Uno sport molto seguito a livello giovanile è la pallacanestro: la Margherita Sport e Vita Basket annovera tra i suoi ex atleti Rocco Mavelli (classe '94), che ha militato in leghe nazionali come la Lega Silver e DNB, diventando il primo giovane atleta uscito dalla scuola di basket locale a raggiungere tale obiettivo.

### Pallavolo
A.S.D Flamingo è una società di pallavolo femminile, presente nel paese.